# كلير إلين ماكس
كلير إلين ماكس (بالإنجليزية: Claire Ellen Max)‏ (و. 1946 – م) هي عالمة فلك من الولايات المتحدة الأمريكية . وهي عضوة في الأكاديمية الوطنية للعلوم، والأكاديمية الأمريكية للفنون والعلوم .

## التعليم
تعلمت في جامعة هارفارد، وجامعة برنستون